# 浪花千荣子
浪花千荣子（日语：／ Naniwa Chieko，1907年11月19日—1973年12月22日），女，日本演员。曾获得蓝丝带奖最佳女配角。